# サイモン・ジョンソン
サイモン・ジョンソン（Simon Johnson、1963年1月16日 - ）は、イギリス・シェフィールド出身でアメリカ合衆国の経済学者である。マサチューセッツ工科大学教授。 2024年ダロン・アセモグル、ジェームズ・A・ロビンソンとともに、「国々の繁栄に関する比較文化研究」でノーベル経済学賞を受賞した。

## 来歴

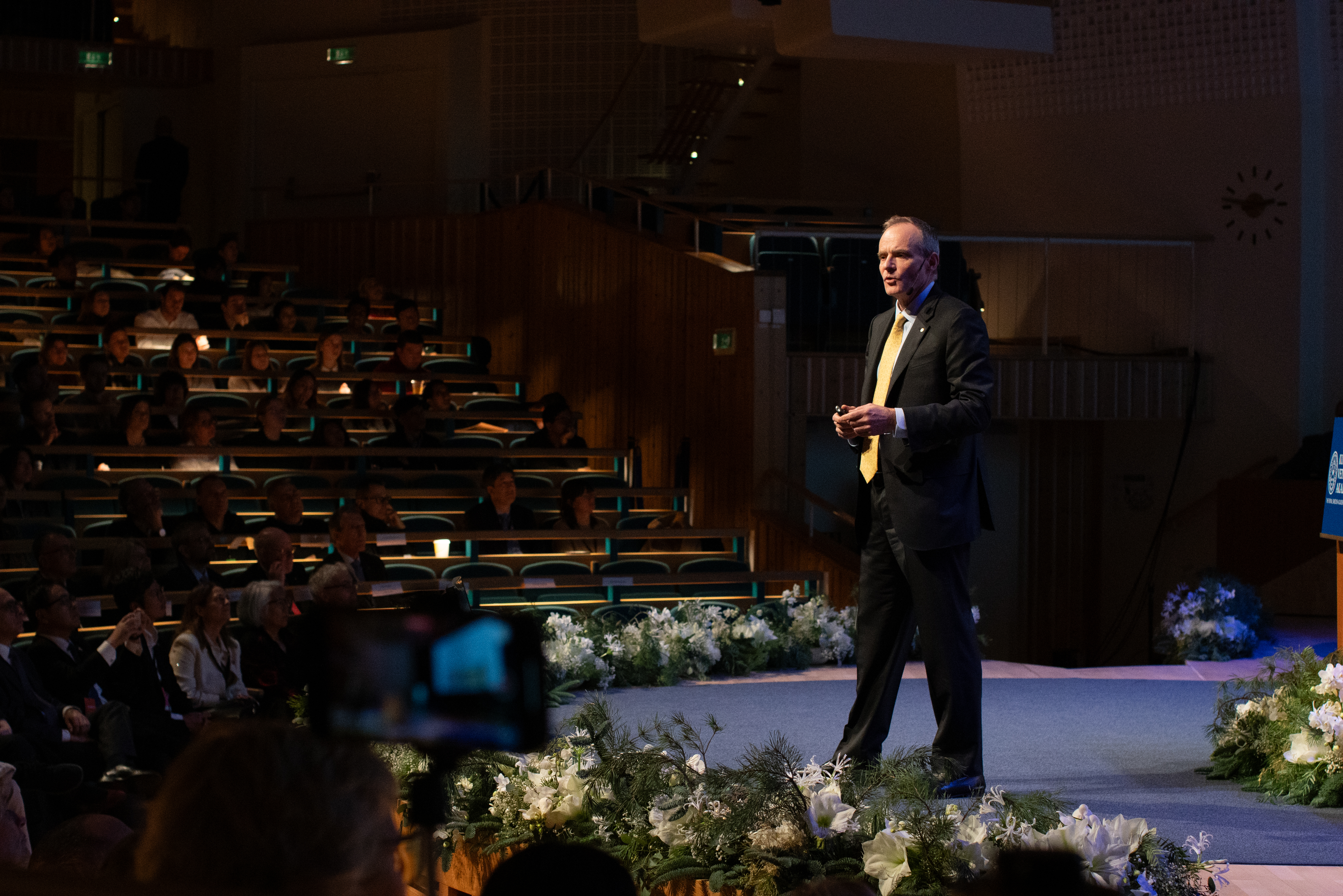
2024年ストックホルムのノーベルウィークで講演するジョンソン

彼はまた、2008年から2019年まで国際経済研究所 のシニアフェロも務めた。 MITに移る前は、1991年から1997年までデューク大学のフュークア・スクール・オブ・ビジネスで教鞭を執った。 2007年3月から2008年8月末まで、彼は国際通貨基金（IMF）のチーフエコノミストを務めた。

## 著書

### 共著
- 13 bankers : the Wall Street takeover and the next financial meltdown, James Kwakと共著, (Pantheon Books, 2010).

村井章子訳『国家対巨大銀行 : 金融の肥大化による新たな危機』（ダイヤモンド社, 2011年）
- Power and progress : our thousand-year struggle over technology and prosperity,ダロン・アセモグルと共著, (PublicAffairs, 2023).

鬼澤忍、塩原通緒訳『技術革新と不平等の1000年史 （上・下）』（早川書房, 2023年）